# Mendon (Utah)
Mendon – miasto w Stanach Zjednoczonych, w stanie Utah, w hrabstwie Cache.